# Anomala suturalis
Anomala suturalis är en skalbaggsart som beskrevs av Lansberge 1886. Anomala suturalis ingår i släktet Anomala och familjen Rutelidae. Inga underarter finns listade i Catalogue of Life.